# Alexander Henrik af Slesvig-Holsten-Sønderborg
Alexander Henrik af Slesvig-Holsten-Sønderborg (født 12. september 1608, død 5. september 1667) var en sønderjysk fyrstelig, der grundlagde den såkaldte schlesiske eller katolske linje af den sønderborgske hertugslægt. Alexander Henrik gik i kejserlig tjeneste under Trediveårskrigen og konverterede til katolicismen.

## Biografi
Alexander Henrik blev født den 12. september 1608 som den anden søn af hertug Alexander af Slesvig-Holsten-Sønderborg i dennes ægteskab med Dorothea af Schwarzburg-Sondershausen.
I 1643 giftede Alexander Henrik sig morganatisk med Dorothea Marie Heshus (født omkr. 1605), der var datter af en minister, og med hvem han konverterede til katolicismen. Parret slog sig ned i Schlesien, hvor Alexander Henrik blev oberst i et kejserligt regiment. Han grundlagde dermed den såkaldte schlesiske eller katolske linje af den sønderborgske hertugslægt. Linjen uddøde i den følgende generation, da hans yngre søn Alexander Rudolf døde i 1737 uden mandligt afkom.

## Børn
I ægteskabet mellem Alexander Henrik og Dorothea blev der født ni børn:
- Dorothea (1645-1650)
- Ferdinand Leopold (27. september 1647 - august 1702) Dekan i Breslau kannik i Olmütz
- Augusta (1649-1672)
- Marie Sybille (2. april 1650 - 1714); gift 1683 med Ferdinand Octavien greve af Wirmberg (1650 - 1695)
- Alexander Rudolf (23. august 1651 - 2. maj 1737 i Olmütz)
- Georg Christian (31. december 1653 - faldet ved Slaget ved Salankemen den 19. august 1691)
- Marie Eleonore Josefa (1655-1655)
- Leopold (1657-1658)
- Marie Eleonore Charlotte (10. oktober 1659 - 17. juli 1697); gift med Ferdinand Julius af Salm (1650-1697)